# Бухман, Дмитрий Анатольевич
Дмитрий Анатольевич Бухман (род. 27 мая 1985 года, Вологда, СССР) — британско-израильский предприниматель российского происхождения и сооснователь компании-разработчика видеоигр Playrix. По итогам 2022 года компания занимала седьмое место в рейтинге мобильных издателей мира по объёму выручки.

## Биография
Дмитрий Бухман родился 27 мая 1985 года в Вологде. Рос в небогатой семье: отец был ветеринаром на мясокомбинате, а мать — кадровиком на шарикоподшипниковом заводе. Вместе со старшим братом Игорем (1982 г.р.) в 1990-е увлекался играми и программированием.
В 2002 поступил в Вологодский государственный педагогический университет на отделение прикладной математики и в дальнейшем выпустился со специальностью «математик, системный программист». В университетские годы на дальнейшее становление Дмитрия повлиял один из преподавателей, который показал, что на условно-бесплатном ПО (shareware) можно зарабатывать.
В 2001 году вместе с братом начал разрабатывать игры. Первая игра Discovera, выпущенная в том же году, была похожа на Xonix. Братья выставили на неё цену в 15$, загрузили в 200 каталогов приложений и выручили в первый месяц 60$.

## Playrix
К 2004 году Дмитрий и Игорь Бухманы выпустили три игры и 30 скринсейверов, которые приносили вместе около 10 тысяч долларов в месяц. Братья основали компанию Playrix, сняли офис в Вологде и на первом этапе наняли около 10 сотрудников. К концу 2007 года компания выпустила уже около 15 казуальных игр и свою первую игру для PC, и достигла 300 тысяч долларов ежемесячной выручки.
В 2009 году братья заинтересовались разработкой free-to-play игр для смартфонов, но продолжали создавать игры для PC. В 2012 году компания запустила первую игру для соцсети Facebook — Township, её же в первой портировали на платформы iOS и после на Android. В дальнейшем Playrix выпустила игры Gardenscapes (2016), Homescapes (2017), Wildscapes (2019) и Manor Matters (2020).
За 2019 год Playrix выручила около $1,7 млрд и потратила около $100 млн на покупку долей в сторонних игровых студиях. Среди активов — армянская игровая студия Plexonic, разработчик мобильных игр Nexters, игровое издательство AppQuantum. В 2020 году в компании работало более 2500 человек в 25 офисах по всему миру. В этом же году, по данным AppAnnie, Playrix стала второй в мировом рейтинге издателей мобильных игр, уступив только Tencent.
После начала вторжения России на Украину Playrix выплатила всем 4 тыс. сотрудников бонус в размере месячной зарплаты, а затем предложила план релокации в безопасные страны. В октябре того же года компания сообщила, что закроет офисы в России и Беларуси и сохранит 1500 сотрудников в Украине.
Forbes оценивал выручку компании за 2022 год в районе $2,5 млрд. На 2023 у компании было более 3 тыс. сотрудников по всему миру. В июне 2023 аналитическая компания Data.ai (бывшая App Annie) поставила Playrix на седьмое место в мировом рейтинге мобильных издателей по объёму годовой выручки, при этом в регионе EMEA компания была на первом месте.

## Состояние
В рейтинг богатейших предпринимателей мира по версии журнала Forbes Дмитрий Бухман вошёл в 2020 году с состоянием в $3,1 млрд. В апреле 2023 года Forbes оценил активы Дмитрия Бухмана в $7 млрд: он занимал 332-е место в мире, 22-е место в рейтинге богатейших людей России и 6-е место в списке богатейших израильтян.
В октябре 2021 Бухманы открыли семейный фонд Rix Capital. В 2023 году инвесткомпания, под управлением которой $4 млрд личных средств братьев, открыла постоянный офис в Лондоне.
В 2025 году вошел в десятку самых богатых людей Великобритании по версии The Sunday Times. Также занял первое место в списке «40 богатых людей моложе 40 лет» по версии The Sunday Times.

## Личная жизнь
Женат, имеет троих детей. Получил гражданство Израиля в 2016 году. С 2020 года живёт в Лондоне, а в 2025 году получил гражданство Великобритании.